# ECW Maryland Championship
O ECW Maryland Championship foi um título secundário da Extreme Championship Wrestling. Ele também foi conhecido como NWA Maryland Heavyweight Championship e existiu apenas em 1993.

## História
| Wrestler:        | Reinados: | Data:                 | Lugar:         | Notas:                  |
| ---------------- | --------- | --------------------- | -------------- | ----------------------- |
| J.T. Smith       | 1         | 16 de Outubro de 1993 | North East, MD | Venceu um battle royal. |
| Título retirado. |           | 1993                  |                | Título abandonado.      |